# 大漢據點
大漢據點，又稱南竿43據點，是位於中華民國福建省連江縣南竿鄉仁愛村岬角之間的軍方據點，過去為陸軍馬祖防衛指揮部因戰略因素興建，為馬祖地區的特殊戰地景觀。

## 歷史

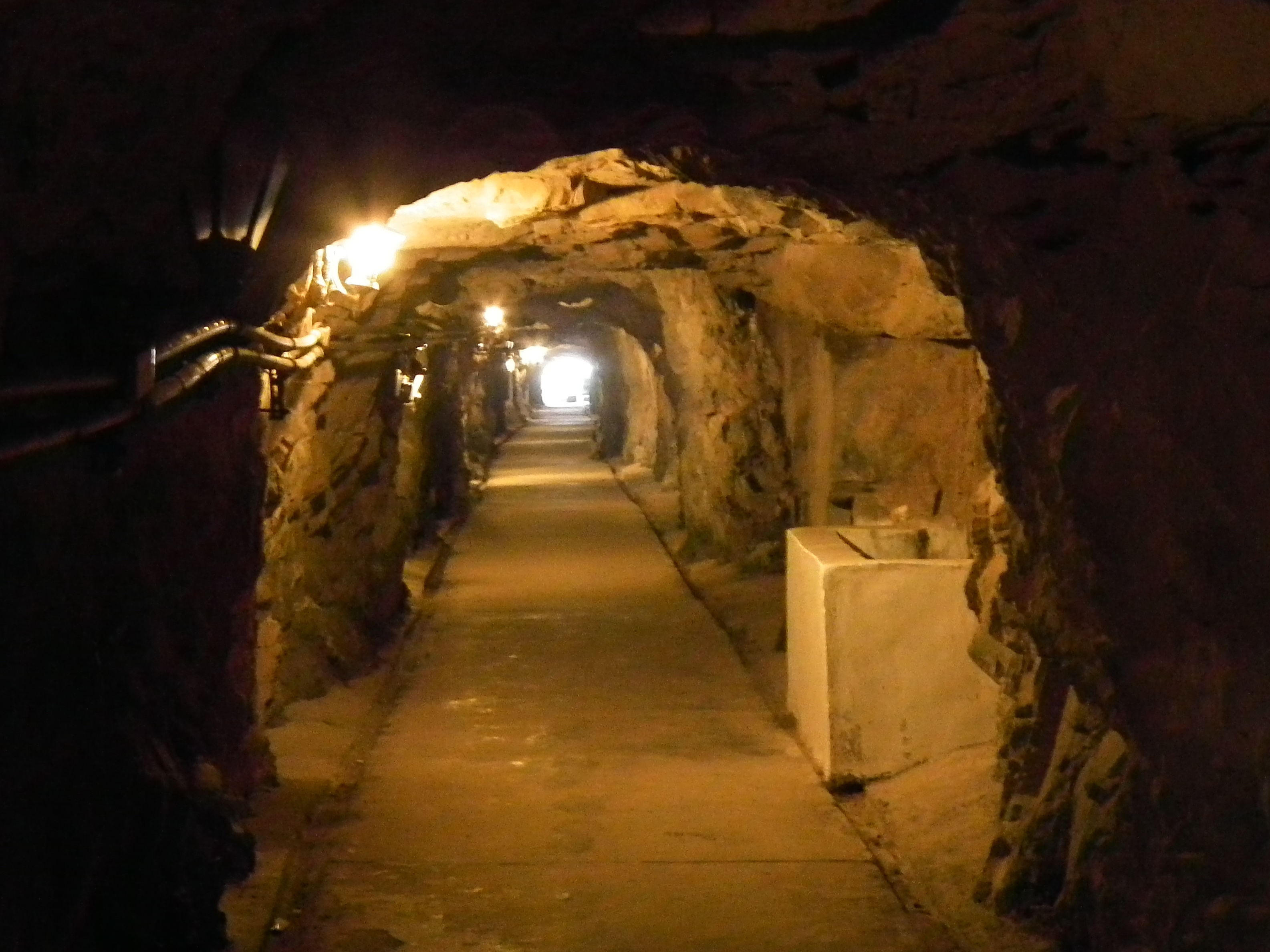
大漢據點內部

馬祖列島的軍事設施基本設有海岸防衛據點、軍營、坑道、崗哨、軍民用設施等，1975年基於作戰任務與防備解放軍快艇經由莒光水道直達需要，陸軍馬祖防衛指揮部動員陸軍登步部隊官兵興建大漢據點，採24小時輪流施工，大部分為人力一鑿一斧，使用十字鎬、圓鍬、畚箕等工具挖掘花崗岩，少量使用炸藥，大漢據點後於1976年3月29日竣工，負責與42據點（北海坑道）、46據點共同維護莒光水道安全。
1992年終止金馬地區戰地政務後，2003年，大漢據點由交通部觀光局馬祖國家風景區管理處移交，2006年整修完成，自2007年2月，遊客可從南竿遊客中心旁步道進入參觀。

## 結構
大漢據點屬於第一線戰鬥陣地，擁有抵禦衝突、監控海域功能，共分3層，最上層為軍方連部，第2層設有生活圈及預備機槍陣地，最下層設有4座90高砲陣地、簡報室、中山室、儲藏室等；大漢據點坑道寬約1.5公尺，高約2公尺，主坑道長150公尺，支坑道長為80公尺，合計230公尺，坑道內設有「消防沙屯儲區」。

## 外部連結
- 大漢據點 - 馬祖國家風景區 （页面存档备份，存于）
- 大漢據點 - 連江縣政府景點導覽 （页面存档备份，存于）